# Qualcosa è cambiato
(Melvin a Carol)
Qualcosa è cambiato (As Good as It Gets) è un film del 1997, diretto da James L. Brooks.
I due protagonisti, Jack Nicholson ed Helen Hunt, sono entrambi stati premiati agli Oscar 1998, rispettivamente come miglior attore e miglior attrice, ad oggi l'ultima volta per una coppia di attori dallo stesso film.
Il film occupa il posto numero 140 de "I 500 film più grandi di tutti i tempi" (The 500 Greatest Movies of All Time) della rivista Empire.

## Trama
Melvin Udall è un affermato scrittore di romanzi rosa che vive e lavora a New York; soffre di disturbo ossessivo-compulsivo, offende e umilia costantemente gli altri a causa del suo pessimo carattere, è un misantropo razzista e detesta neri, gay, ebrei, vecchiette e cani. 
Simon, il suo vicino di casa gay, è un pittore che subisce un'aggressione da parte di tre ladri penetrati in casa con l'inganno. Per pagare l'assistenza sanitaria dilapida tutto il suo patrimonio e, durante la convalescenza, è costretto ad affidare il suo amato cagnolino di razza griffone di Bruxelles, Verdell, a Melvin. Carol è una ragazza single, madre di un bambino che soffre di un disturbo respiratorio mal curato e cameriera in un locale dove Melvin va a mangiare ogni giorno portandosi dietro posate di plastica per paura dei germi.
Un giorno Carol è costretta a rinunciare al lavoro per assistere suo figlio malato, ma questo fatto stravolge le abitudini di Melvin. Per risolvere il problema, lo scrittore invia a casa di Carol il suo medico personale, con l'ordine di non badare a spese e fare tutto il possibile per far guarire il bambino in modo che Carol possa tornare a servirgli il pranzo e a sopportare le sue cattiverie. Intanto Simon, ridotto sul lastrico, cade in uno stato depressivo che gli impedisce persino di dipingere. Melvin diventa una presenza ricorrente nella sua vita, essendosi affezionato al cagnolino Verdell, che era stato obbligato a tenere mentre Simon era in ospedale. I due alternano scontri e momenti di confidenza.
Simon, convinto dall'amico gallerista Frank, decide di andare dai suoi genitori a Baltimora per chiedere loro il denaro che gli occorre e, non potendo ancora guidare per le lesioni riportate nell'aggressione, si ritrova ad avere per compagni di viaggio Melvin e Carol. Melvin si prepara meticolosamente ad affascinare Carol approfittando del viaggio, ma non riesce a vincere la sua radicata ritrosia a lasciarsi andare. Durante una cena romantica con Carol, in cui lei gli fa chiaramente capire di ricambiare i suoi sentimenti, Melvin dice per il nervosismo di averla portata a Baltimora perché magari sarebbe andata a letto con Simon. Offesa, Carol se ne va e trascorre la notte in camera con Simon, ma solo a parlare e farsi ritrarre. Fa intendere altro a Melvin, che ne diventa infatti geloso.
Al rientro a New York, Carol dice chiaro e tondo che non vuole più dover sopportare Melvin. Ma Simon, che è riuscito a ritrovare l'ispirazione proprio grazie a Carol, sprona l'amico a reagire. Melvin si rende conto di come la presenza di Carol lo stia aiutando a vincere le sue ossessioni e riesce finalmente a confessare a Carol il suo amore per lei.

## Produzione
Le riprese del film si svolsero dal 4 novembre 1996 al 26 gennaio 1997.
La prima versione della sceneggiatura si intitolava Vecchi amici, e fu indicata come una delle migliori sceneggiature non prodotte dalla rivista Movieline.
I ruoli di Melvin Udall e Carol Connelly furono offerti inizialmente rispettivamente a John Travolta e Holly Hunter. Il cane Verdell è stato interpretato da sei Griffoncini di Bruxelles, dai nomi di Timer, Sprout, Debbie, Billy, Parfait, e Jill. Il ruolo di Shirley Knight (Beverly Connelly) era stato offerto a Betty White, un'attivista per i diritti degli animali: la White rifiutò quando apprese di come il cane sarebbe stato maltrattato nel film.
Nel film, in una delle prime scene, compaiono in un cameo Lisa Edelstein e Peter Jacobson, che interpreteranno successivamente Lisa Cuddy e Chris Taub nella serie televisiva House MD.
Gli esterni utilizzati per il palazzo dell'appartamento di Melvin Udall e Simon Bishop si trovano vicino alla quinta Avenue e sulla dodicesima a Manhattan.
I dipinti di Simon furono creati per il film dall'artista newyorkese Billy Sullivan, il cui lavoro fa parte della collezione d'arte moderna del Metropolitan Museum of Art di New York e del New Orleans Museum of Art.

## Distribuzione
Il film inizialmente fu valutato dalla MPAA R (per adulti). Successivamente è stato ridotto in appello a PG-13 (si suggerisce il parere dei genitori perché "alcune parti potrebbero essere inappropriate per i minori di 13 anni").
Il titolo di questo film è stato tradotto come Mr Pupù di Gatto (Mr. Cat Poop) a Hong Kong. Apparentemente si è arrivati a questo titolo dal nome "Melvin", che in cantonese suona molto simile al nome colloquiale degli escrementi di gatto.

### Data di uscita
- 6 dicembre 1997 (première)[6] al Regency Village Theater di Westwood (As Good as It Gets)
- 23 dicembre 1997 negli USA (As Good as It Gets)
- 27 gennaio 1998 in Italia (Qualcosa è cambiato)

## Colonna sonora
Nel film compare una registrazione di Art Garfunkel che canta Always Look on the Bright Side of Life, una canzone tratta dalla colonna sonora del film dei Monty Python Brian di Nazareth (1979). La frase del testo originale "Life's a piece of shit..." ("La vita è un pezzo di merda...") è stata cambiata in "Life's a counterfeit..." ("La vita è una contraffazione...").

### Tracce
1. "As Good as It Gets" (Hans Zimmer)
2. "A Better Man" (Zimmer)
3. "Humanity" (Zimmer)
4. "Too Much Reality" (Zimmer)
5. "1.2.3.4.5" (Zimmer)
6. "Greatest Woman on Earth" (Zimmer)
7. "Everything My Heart Desires" (Danielle Brisebois)
8. "Under Stars" (Phil Roy)
9. "My Only" (Danielle Brisebois)
10. "Days like This" (Van Morrison)
11. "For Sentimental Reasons (I Love You)" (Nat King Cole)
12. "Hand on My Heart" (Judith Owen)
13. "Climb on (A Back That's Strong)" (Shawn Colvin)
14. "Always Look on the Bright Side of Life" (Art Garfunkel)

## Accoglienza

### Incassi
La pellicola esordì al botteghino statunitense nel fine settimana del 26-28 dicembre 1997, conquistando il terzo posto dietro Titanic e Il domani non muore mai con un incasso di circa 13 milioni di dollari. Divenne un successo finanziario, guadagnando a livello globale 314 milioni di dollari, di cui 148 milioni negli Stati Uniti e i restanti 166 milioni nel resto del mondo.

### Critica
Il film venne accolto con ottime critiche. Il sito Rotten Tomatoes riporta che l'85% delle 78 recensioni professionali ha dato un giudizio positivo, con un punteggio medio di 7.2/10. Il consenso recita: "James L. Brooks e Jack Nicholson, facendo ciò che gli riesce meglio, combinano dialoghi intelligenti e recitazione impeccabile per tirar fuori una nuova qualità d'intrattenimento dal genere della commedia romantica". Su Metacritic ha invece un punteggio di 67 basato su 30 recensioni.
Roger Ebert gli diede un giudizio di tre stelle su quattro, definendolo "un compromesso, un film che forza un sorriso su una materia che generalmente non gli appartiene".

## Premi e riconoscimenti
- 1998 - Premio Oscar
  - Miglior attore protagonista a Jack Nicholson
  - Miglior attrice protagonista a Helen Hunt
  - Nomination Miglior film a James L. Brooks, Bridget Johnson e Kristi Zea
  - Nomination Miglior attore non protagonista a Greg Kinnear
  - Nomination Migliore sceneggiatura originale a Mark Andrus e James L. Brooks
  - Nomination Miglior montaggio a Richard Marks
  - Nomination Miglior colonna sonora a Hans Zimmer
- 1998 - Golden Globe
  - Miglior film commedia o musicale
  - Miglior attore in un film commedia o musicale a Jack Nicholson
  - Miglior attrice in un film commedia o musicale a Helen Hunt
  - Nomination Migliore regia a James L. Brooks
  - Nomination Miglior attore non protagonista a Greg Kinnear
  - Nomination Migliore sceneggiatura a Mark Andrus e James L. Brooks
- 1998 - Screen Actors Guild Award
  - Miglior attore protagonista a Jack Nicholson
  - Miglior attrice protagonista a Helen Hunt
  - Nomination Miglior attore non protagonista a Greg Kinnear
- 1997 - Chicago Film Critics Association Award
  - Nomination Miglior film
  - Nomination Migliore regia a James L. Brooks
  - Nomination Miglior attore protagonista a Jack Nicholson
  - Nomination Migliore attrice protagonista a Helen Hunt
  - Nomination Miglior attore non protagonista a Greg Kinnear
  - Nomination Miglior sceneggiatura a Mark Andrus e James L. Brooks
- 1998 - MTV Movie Award
  - Nomination Miglior performance femminile a Helen Hunt
- 1997 - National Board of Review Award
  - Migliori dieci film
  - Miglior attore protagonista a Jack Nicholson
  - Miglior attore non protagonista a Greg Kinnear
- 1997 - Satellite Award
  - Miglior film commedia o musicale
  - Miglior attore in un film commedia o musicale a Jack Nicholson
  - Miglior attrice in un film commedia o musicale a Helen Hunt
  - Nomination Miglior attore non protagonista in un film commedia o musicale a Greg Kinnear
  - Nomination Miglior attore non protagonista in un film commedia o musicale a Cuba Gooding Jr.
  - Nomination Miglior attrice non protagonista in un film commedia o musicale a Shirley Knight
- 1999 - Awards of the Japanese Academy
  - Nomination Miglior film straniero
- 1998 - Critics' Choice Movie Award
  - Miglior attore protagonista a Jack Nicholson
  - Nomination Miglior film
- 1998 - GLAAD Media Award
  - Nomination Miglior film della grande distribuzione
- 1997 - Los Angeles Film Critics Association Award
  - Nomination Miglior attore protagonista a Jack Nicholson
  - Nomination Miglior attrice protagonista a Helen Hunt
- 1997 - San Diego Film Critics Society Award
  - Miglior attore protagonista a Jack Nicholson
  - Migliore sceneggiatura originale a James L. Brooks e Mark Andrus
- 1998 - Southeastern Film Critics Association Award
  - Migliori dieci film
  - Miglior attore non protagonista a Greg Kinnear
  - Migliore sceneggiatura originale a Mark Andrus e James L. Brooks
  - Nomination Miglior film
  - Nomination Miglior attore protagonista a Jack Nicholson
- 1998 - ALMA Award
  - Nomination Migliore attrice a Lupe Ontiveros
- 1998 - Eddie Award
  - Nomination Miglior montaggio a Richard Marks
- 1998 - BMI Film & TV Award
  - Miglior colonna sonora a Hans Zimmer
- 1999 - Blockbuster Entertainment Award
  - Miglior attrice in un film video a Helen Hunt
  - Nomination Miglior attore in un film video a Jack Nicholson
- 1998 - Artios Award
  - Nomination Miglior casting per un film commedia a Francine Maisler
- 1998 - DGA Award
  - Nomination Miglior regia a James L. Brooks
- 1999 - London Critics Circle Film Award
  - Attore dell'anno a Jack Nicholson
- 1998 - Golden Reel Award
  - Nomination Miglior montaggio sonoro (Colonna sonora)
- 1998 - WGA Award
  - Miglior sceneggiatura originale a Mark Andrus e James L. Brooks
- 1998 - American Comedy Award
  - Attore più divertente a Jack Nicholson
  - Attrice più divertente a Helen Hunt
- 1998 - Chlotrudis Award
  - Nomination Miglior attrice protagonista a Helen Hunt
- 1999 - Czech Lions
  - Nomination Miglior film straniero a James L. Brooks
- 1998 - Florida Film Critics Circle Award
  - Miglior attrice protagonista a Helen Hunt
- 1998 - Golden Screen
  - Golden Screen Award
- 1998 - Jupiter Award
  - Miglior attore internazionale a Jack Nicholson
- 1998 - Online Film & Television Association
  - Miglior film commedia o musicale a James L. Brooks, Bridget Johnson e Kristi Zea
  - Miglior attore protagonista a Jack Nicholson
  - Miglior attore in un film commedia o musicale a Jack Nicholson
  - Miglior attrice in un film commedia o musicale a Helen Hunt
  - Miglior colonna sonora originale in un film commedia o musicale a Hans Zimmer
  - Nomination Miglior film a James L. Brooks, Bridget Johnson e Kristi Zea
  - Nomination Miglior regia a James L. Brooks
  - Nomination Miglior attrice protagonista a Helen Hunt
  - Nomination Miglior attore non protagonista a Greg Kinnear
  - Nomination Miglior cast
  - Nomination Miglior sceneggiatura originale a Mark Andrus e James L. Brooks
- 1997 - Online Film Critics Society Award
  - Miglior attore protagonista a Jack Nicholson
- 1998 - PGA Award
  - Nomination Miglior produttore a James L. Brooks, Bridget Johnson e Kristi Zea
- 1999 - SESC Film Festival
  - Miglior attore straniero a Jack Nicholson
- 1997 - Society of Texas Film Critics Awards
  - Nomination Miglior sceneggiatura originale a Mark Andrus e James L. Brooks
- 1998 - Toronto Film Critics Association Award
  - Nomination Miglior attore protagonista a Jack Nicholson
- 1998 - YoungStar Award
  - Miglior giovane attore in un film commedia a Jesse James

## Tagline
()
()

## Influenze culturali
- Il rapper italiano Ghemon ha omaggiato il film con la copertina del suo mixtape Qualcosa è cambiato - Qualcosa cambierà Vol. 2, chiaro riferimento alla locandina del film.